# Essex Yeomanry
L'Essex Yeomanry est une unité de l'armée Britannique, qui est à l'origine un régiment de Yeomanry créé en 1797. Elle a servi dans la seconde guerre des Boers, la Première Guerre mondiale et la Seconde Guerre mondiale. Sa lignée est maintenue par l'Escadron de transmissions du 36e Essex Yeomanry, qui fait partie du 71 (Yeomanry) Signal Regiment (en), dans le Royal Corps of Signals.

## Première Guerre Mondiale
Le régiment de cavalerie débarque au Havre en décembre 1914, et participe à la Première Guerre mondiale avec ses chevaux : Première bataille d'Ypres (octobre - novembre 1914) ; Bataille de Frezenberg (mai 1915) ; bataille de Loos-en-Gohelle (septembre - octobre 1915) ; Bataille d'Arras (avril - mai 1917) ; Bataille de la ligne Hindenburg (septembre 1918).

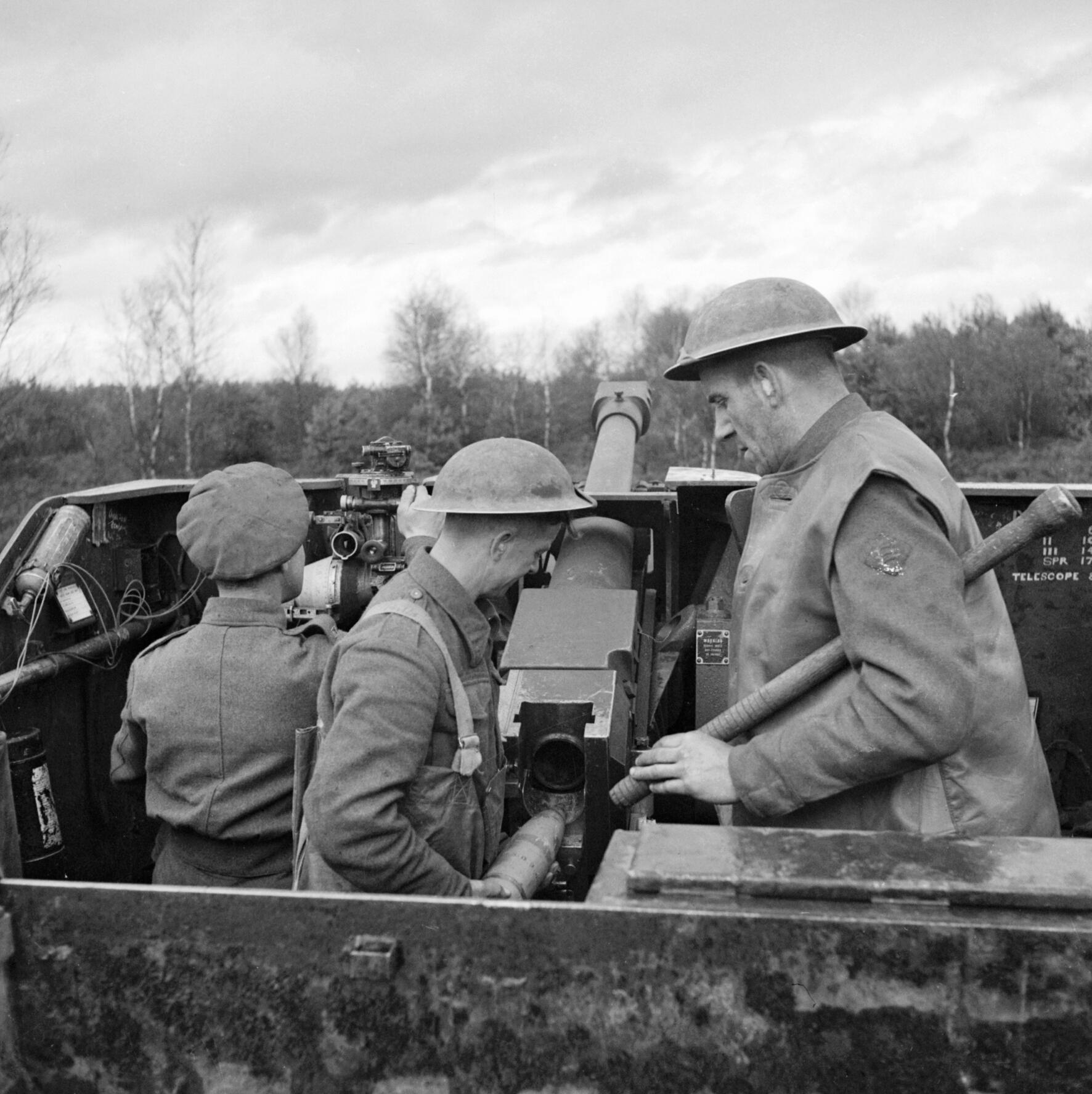
147e Régiment d'artillerie de campagne (Essex Yeomanry) dans le Nord-ouest de l'Europe 1944-45 (IWM B12023)